# Kommandant der Seeverteidigung Sandnessjöen

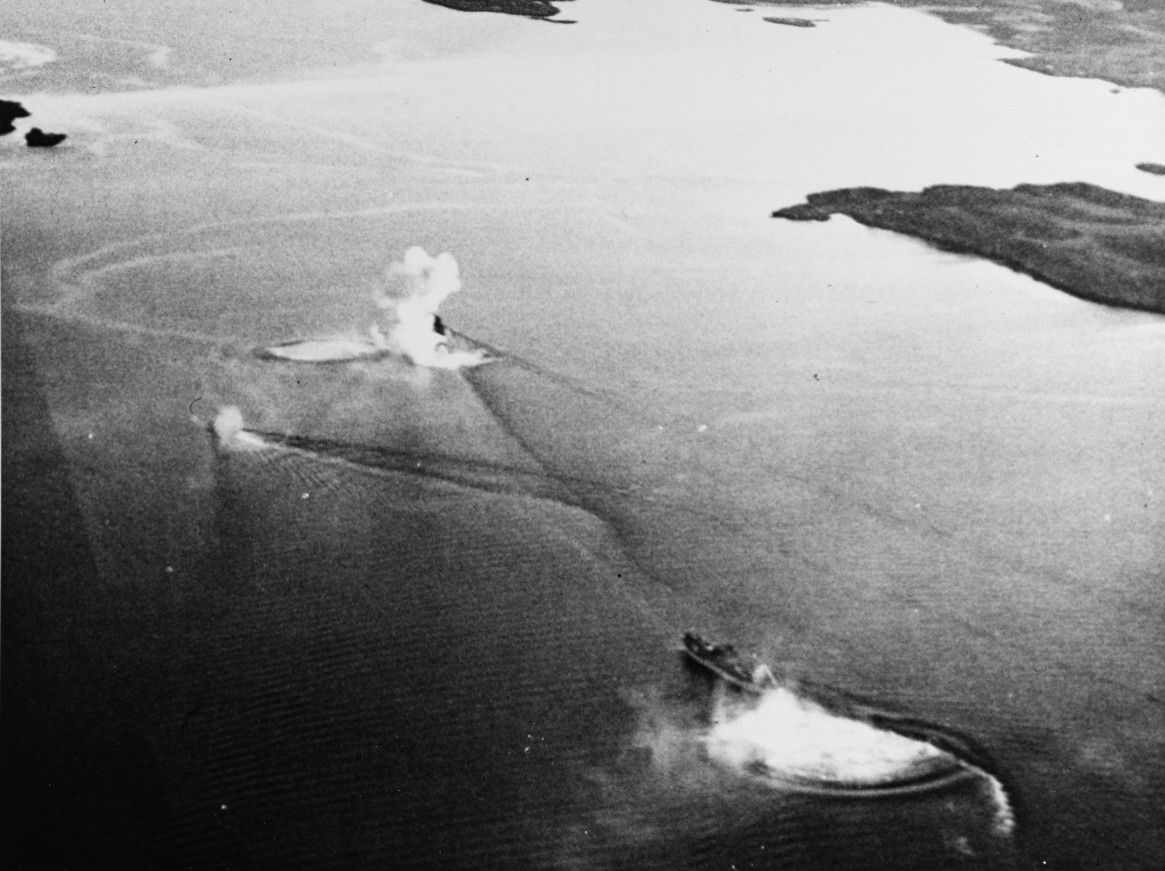
Alliierter Luftangriff auf deutsche Schiffe in Bodö am 4. Oktober 1943

Der Kommandant der Seeverteidigung Sandnessjöen, kurz Seekommandant Sandnessjöen, war ein regionaler Küstenbefehlshaber der deutschen Kriegsmarine im Zweiten Weltkrieg.

## Geschichte

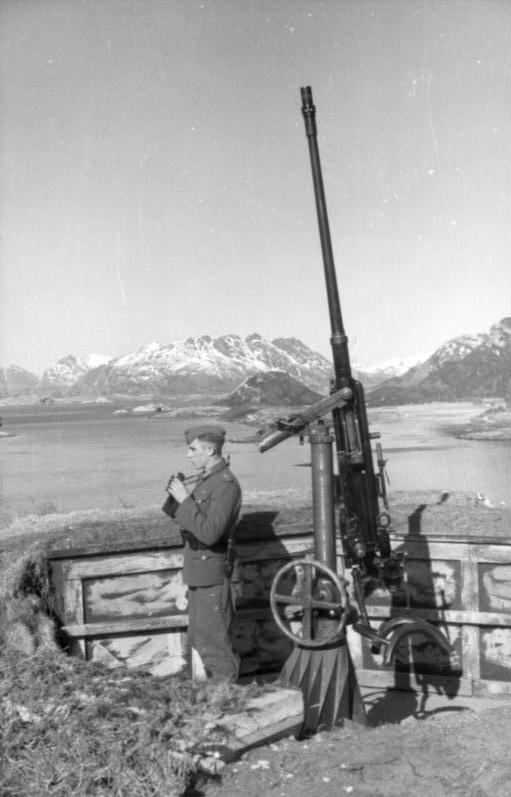
Flakstellung der Marineartillerieabteilung 510 bei Bodö

Nach der deutschen Besetzung Norwegens im April 1940 richtete die Kriegsmarine im Juni 1940 die Dienststelle des Seekommandanten Sandnessjöen ein, deren Stabsquartier sich in der Stadt Sandnessjøen befand. Sie unterstand dem Admiral der norwegischen Nordküste.
Der Befehlsbereich des Seekommandanten reichte von Bodø im Norden bis Rørvik im Süden. Die benachbarten Seekommandanturen waren Narvik im Norden und Drontheim im Süden.

## Unterstellte Dienststellen und Verbände

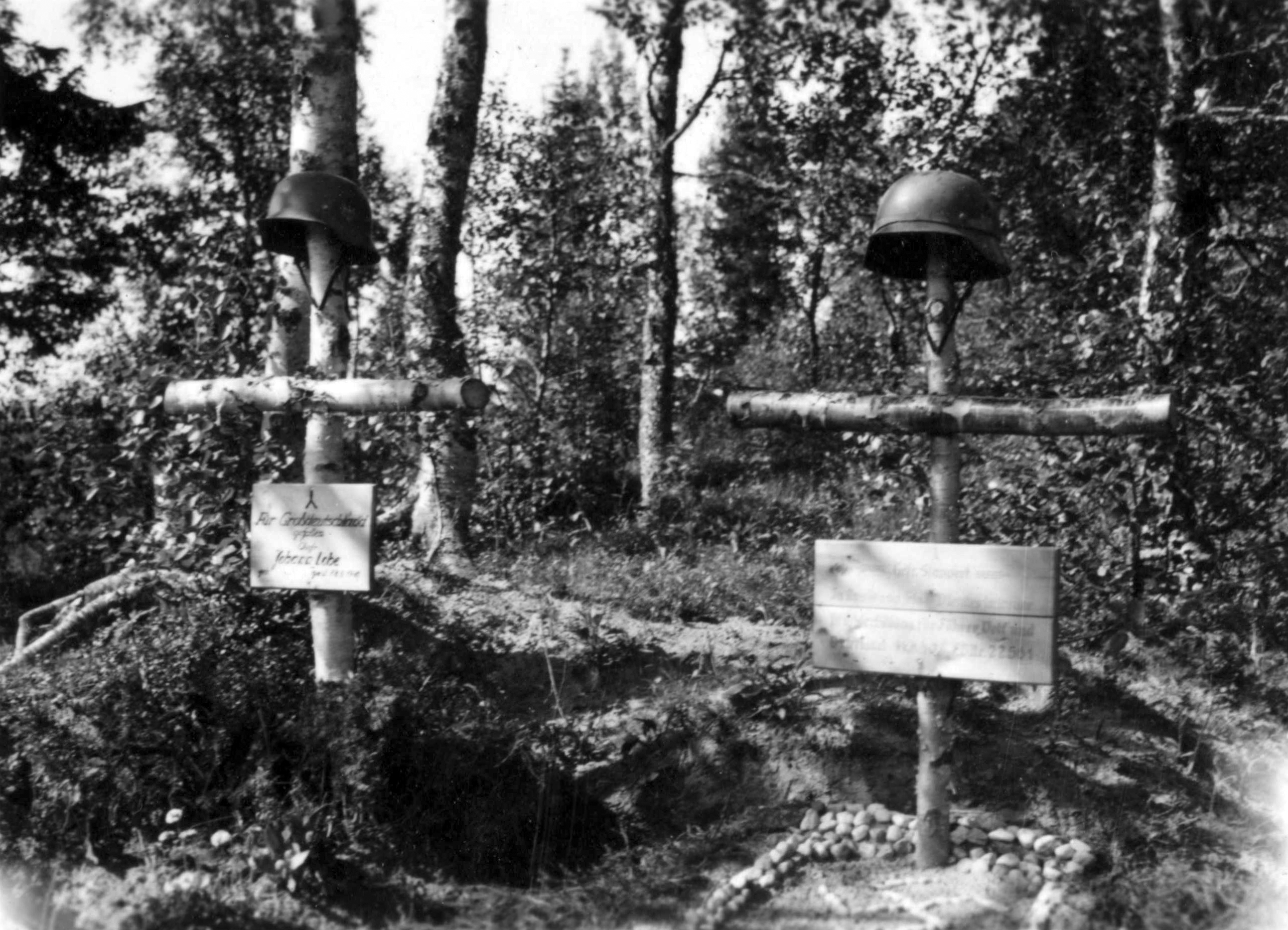
Deutsche Kriegsgräber in Mo i Rana

Dem Seekommandanten waren folgende Verbände und Dienststellen unterstellt:
- Hafenkapitän Sandnessjöen
- Hafenkapitän Bodö
- Hafenkapitän Mosjöen
- Hafenkapitän Mo i Rana
- Hafenkapitän Brönnöysund
- Hafenschutzflottille Sandnessjöen, im Mai 1944 in 66. Vorpostenflottille (Rörvik) umbenannt und dem 3. Küstensicherungsverband unterstellt.
- Marineartillerieabteilung 510 (Sandnessjöen, Bodö): im August 1940 aufgestellt, letzter Kommandeur Ende des Krieges Kapitänleutnant M. A. der Reserve Dr. Christian Degn

## Weitere Marinedienststellen im Befehlsbereich des Seekommandanten Sandnessjöen
Im Bereich des Seekommandanten Sandnessjöen war eine Anzahl von Marinedienststellen angesiedelt, die ihm nicht truppendienstlich unterstanden, darunter:
- Marineausrüstungsstelle Sandnessjöen
- Seetransportstelle Sandnessjöen
- Artilleriewaffenkommando Sandnessjöen

## Seekommandanten
Folgende Offiziere hatten den Dienstposten des Seekommandanten Sandnessjöen inne:
- Kapitän zur See Herbert Bachmann, Juli 1940 – Juni 1941
- Kapitän zur See Wolfgang Dietrich, Juni 1941 – Mai 1944
- Kapitän zur See Hugo Lothar von Lamezan, Juli 1944 bis Auflösung der Dienststelle